# Findchóem
Findchóem (também pronunciado Finnchóem, Findcháem, Finncháem, Fionnchaomh) é um personagem do Ciclo do Ulster da mitologia irlandesa. A irmã do rei Ulster Conchobar mac Nessa, era a mulher do poeta Amergin, a mãe de Conall Cernach e a ama-de-leite de Cúchulainn.